# Blue Ridge-klass
Blue Ridge-klassen är en fartygsklass om två stycken ledningsfartyg ursprungligen avsedda som flytande sambands- och stridsledningscentraler för amfibieoperationer. De var avsedda att ersätta de äldre amfibielednigsfartygen från andra världskriget som var i hast konverterade fraktfartyg. Runt 1980 bedömdes behovet av amfibieledningsfartyg vara såpass litet att fartygen i stället blev flaggskepp i USA:s flotta.

## Konstruktion
Fartygen har samma skrov och maskineri som Iwo Jima-klassen, men saknar flygdäck och hangar. I stället har de flera olika ledningsfunktioner:
- En sambandscentral (Ship Signals Exploitation Center)
- En stridsledningscentral för amfibiestyrkan (Landing Force Operations Center)
- En underrättelsecentral (Joint Intelligence Center)
- En flygledningscentral (Tactical Air Control Center)
- En logistiksamordningscentral (Logistics Support Center)

De olika ledningscentralerna binds samman med varandra och med omvärlden med datoriserat informationssystem (Joint Maritime Command Information System).
Även om fartygen i Blue Ridge-klassen saknar hangar så har de ett stort flygdäck akter om överbyggnaden och kapacitet att bära med sig 475 000 liter flygbränsle. Vanligtvis så är en eller två Seahawk-helikoptrar stationerade ombord. Fartygen har också kapacitet att bära med sig landstigningsbåtar i dävertar i utbyggnaderna på båda sidor om skrovet.

## Fartyg i klassen

### USSBlue Ridge(LCC-19)
Kölsträckt: 27 februari 1967, Sjösatt: 4 januari 1969, Tagen i tjänst: 14 november 1970,

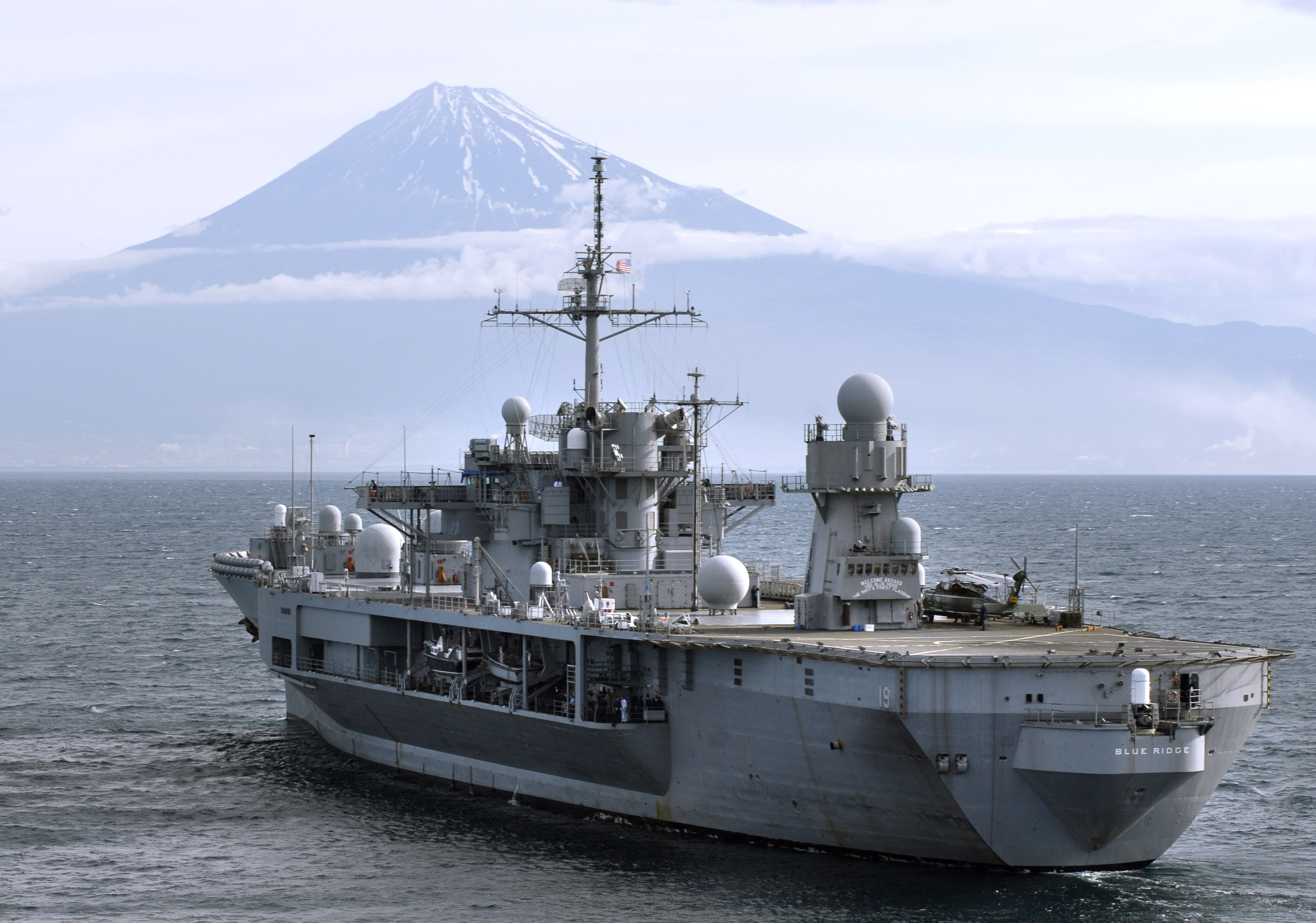
. I bakgrunden berget Fuji.

I februari 1961 genomförde Blue Ridge sin jungfruresa från varvet i Philadelphia, Pennsylvania via Norfolk, Rio de Janeiro, Magellans sund, Lima och Acapulco till sin hemmabas i San Diego, Kalifornien. Med sin bredd på 33 meter var hon för bred för Panamakanalens slussar. Från och med 1972 var hon flaggskepp för de amerikanska amfibiestyrkorna i Stilla havet. I januari påbörjade hon en kryssning via Guam, Sasebo, Okinawa, Hongkong och Singapore. Den 30 mars blev hon tvungen att avbryta kryssningen på grund av Påskoffensiven. I april 1972 genomförde USA nämligen flera amfibiska motanfall och alla tillgängliga amfibiefartyg behövdes, i synnerhet ett ledningsfartyg med tanke på att det skulle bli den största amfibieoperationen sedan Koreakriget. Blue Ridge ledde och samordnade flera amfibieoperationer mellan april och juli 1972. Den 27 juni deltog hon i amfibiestyrkan under anfallet mot Quảng Trị och blev beskjuten av nordvietnamesiskt kustartilleri. Hon besvarade elden med sina 76 mm kanoner, men det var först när kryssaren USS Newport News besköt batteriet med sina tunga kanoner som elden tystnade. Dagen efter besöktes fartyget av Sydvietnams president Nguyen Van Thieu för ett möte med den amerikanska militärledningen. I juni avlöstes hon av USS Paul Revere och kunde återvända till San Diego.
Hennes andra kryssning till västra Stilla havet blev inte lika händelserik. Hon tillbringade mer tid med övningar utanför Korea och Filippinerna än i närheten av Vietnam. Under övningen PAGASA II 28 september 1973 föll en fänrik överbord obemärkt. En sökoperation inleddes, men efter två dygns blåstes sökandet av och fänriken förklarades saknad. Den 1 oktober fick USA:s ambassad i Moskva beskedet att fänriken hade plockats upp av den sovjetiska trålaren (signalspaningsfartyget) Kursograph och kunde återvända till Blue Ridge följande dag. En vecka senare återvände hon till San Diego med en något ovanlig däckslast; En patrullbåt som behövde transporteras till USA för reparation.
Vid hennes tredje kryssning till Vietnam i mars 1975 var kriget på väg att ta slut. Hon kom dock att spela en viktig roll som ledningsfartyg i operationerna Eagle Pull och Frequent Wind. Under den senare utspelades kaotiska scener på hennes flygdäck; Helikoptrar som knuffades överbord för att göra plats för fler. Två helikoptrar som kolliderade på flygdäck. En herrelös helikopter (efter att piloten hoppat ut) kraschade in i aktern på Blue Ridge. Trots missödena blev operationen lyckad; över 7 000 människor evakuerades från Saigon till de amerikanska fartygen utanför kusten.
Sedan oktober 1979 är Blue Ridges flaggskepp för sjunde flottan och baserad vid United States Fleet Activities Yokosuka i Japan. Trots att Vietnamkriget var slut patrullerade hon ofta utanför Vietnams kust för att plocka upp båtflyktingar. I maj 1989 besökte hon Shanghai tillsammans med kryssaren USS Sterett och fregatten USS Rodney M. Davis. Det var första gången sedan andra världskriget som amerikanska stridsfartyg besökte Shanghai och det anda flottbesöket i Folkrepubliken Kina.
Under Kuwaitkriget spelade hon en viktig roll som flaggskepp för United States Naval Forces Central Command. Hon beräknas vara i tjänst fram till 2039.

### USSMount Whitney(LCC-20)
Kölsträckt: 8 januari 1969, Sjösatt: 8 januari 1970, Tagen i tjänst: 16 januari 1971,

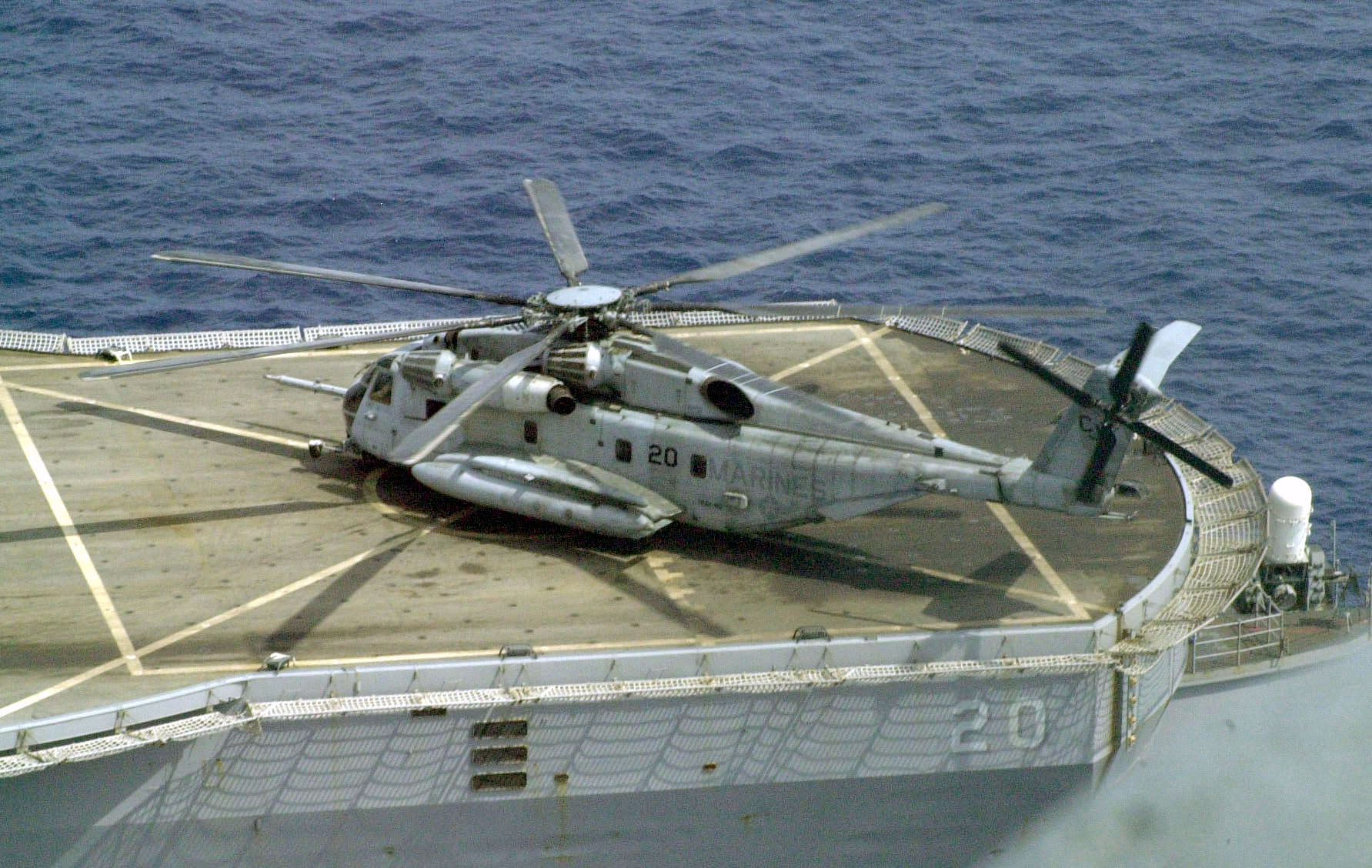
Helikopterdäck på Blue Ridge-klassen är stort nog för även de största helikoptrar som Sikorsky CH-53E Super Stallion.

Under Oktoberkriget patrullerade Mount Whitney i östra Medelhavet. Hon deltog inte i striderna, men den signalspaning som hon bedrev var viktig både för USA och Israel. Sedan 1981 är hon flaggskepp för sjätte flottan. År 1994 beordrades hon till Karibien som flytande ledningscentral för XVIII Airborne Corps under operation Uphold Democracy efter militärkuppen i Haiti. I november 2002 underordnades hon United States Central Command för operation Enduring Freedom. Hon återtog sin roll som flaggskepp för sjätte flottan i februari 2005. I augusti 2008 var hon det första amerikanska fartyget på plats i Svarta havet under operation Assured Delivery för att stödja de krigsdrabbade i Georgien. I november samma år nekades hon av Ukrainska flottan att angöra hamnen i Sevastopol. År 2011 ledde hon operation Odyssey Dawn, det militära ingripandet mot inbördeskriget i Libyen.